# Billy Bang
Pour les articles homonymes, voir Bang et Walker.
Billy Bang, né William Vincent Walker à Mobile en  Alabama, le 20 septembre 1947, et mort le 11 avril 2011, est un violoniste américain de jazz et un compositeur.

## Discographie
- Bang On

CD / 1997
- Big Bang Theory

CD / 2000
- Viêt Nam - The Aftermath

CD / 2001
- Viêt Nam : Reflections

CD / 2005

## Film
- Billy Bang's redemption song, film documentaire de Markus Hansen et Jean-Marie Boulet, produit par Wide Management, Markus Hansen et Jean-Marie Boulet. 2010. 88'